# Molgula habanensis
Molgula habanensis är en sjöpungsart som beskrevs av Van Name 1945. Molgula habanensis ingår i släktet Molgula och familjen kulsjöpungar. Inga underarter finns listade i Catalogue of Life.